# 白石のぞみ
白石 のぞみ（しらいし のぞみ、本名同じ、1980年2月22日 - ）は、日本の女性歌手、司会者。神奈川県大和市出身。神奈川県立大和高等学校卒業。

## 人物 ・プロフィール
7歳でボイストレーニングを始め、10歳でプロダクションに所属。
子供の頃は、バックコーラス、CM出演及びCMソング、バラエティー番組に出演する等、タレント活動をしていたが現在は、主にソロ歌手、司会者として活動。
両親共に音楽家。姉は脚本家･小説家の白石まみ。

## 主な出演・参加作品

### TV
- とんねるずのみなさんのおかげです
- 超天才・たけしの元気が出るテレビ!!
- モンキーパーティー
- スターものまね歌バトル　(バックダンサー)
- タモリの音楽は世界だ
- チャレンジ歌バトル

### CM出演
- マクドナルド
- 東京ディズニーランド

### CMソング
- マクドナルド
- 花王 - ビオレu
- 江崎グリコ - コロン
- 日清食品 - 家族の焼きそば
- 学研 - マイコーチ
- イトーヨーカドー
- サントリー - 烏龍茶

### CD/コンサート/TV　バックコーラス
- とんねるず - （ガラガラヘビがやってくる、がじゃいも、フッフッフッってするんです、無痛音楽教育 3才からのとんねるずCD全曲）
- TUBE
- 藤井尚之
- 米米CLUB
- 小林幸子
- 牧瀬里穂
- 島田歌穂
- 飯島愛

### CD
- ギターDUOアルバム『NON　TROPPO』（2001/11/29）
- LOVE SONG COMPILATION『amante』（2002/7/21、ジェイプレジデント/chiquita banana） - 2曲参加
- オムニバスCD『Radio Free Your Mind』（2003/5/13） - 1曲参加

### OTHER
- クリスマスソングCD - 「よいこのクリスマス」参加
- アニメ 忍たま乱太郎 - CD参加
- アニメ それいけ!アンパンマン - アンパンマンのマーチ コーラス
- 雑誌　宝島（宝島社）
- 映画　REX 恐竜物語 - 主題歌　参加